# Fairy Ranmaru
Fairy Ranmaru (Fairy蘭丸～あなたの心お助けします～ Fairy Ranmaru: Anata no Kokoro Otasuke Shimasu?, lit. Fairy Ranmaru: Salvaremos tu corazón) es una serie de anime de género mahō shōnen creada por Shinji Takamatsu. Fue dirigida por Masakazu Hishida, escrita por Jō Aoba y producida por el estudio de animación Studio Comet. La serie fue estrenada en Japón el 8 de abril de 2021 por AT-X y Tokyo MX. Su transmisión finalizó el 24 de junio de ese mismo año con un total de doce episodios emitidos.

## Argumento
Ranmaru Ai, Homura Hoterase, Urū Seiren, Juka Mutsuoka y Takara Utashiro son cinco jóvenes hadas provenientes de diferentes clanes cuyos caminos se cruzan tras ser seleccionados por la reina Pocryon, quien les otorga una importante misión: sanar los corazones afligidos de las personas y así recaudar los denominados "afectos", el principal sustento del mundo de las hadas. Una vez en el mundo humano, el grupo se hace pasar por estudiantes de secundaria y trabaja en el misterioso «Bar F». No aceptan ningún pago, siendo el único precio el corazón de sus clientes.

## Personajes

### Principales
Ranmaru Ai (阿以 蘭丸 Ai Ranmaru?)
Voz por: Shōgo Sakata
El protagonista principal de la historia; el hada del Clan de la Luminosidad. Ranmaru es un muchacho honesto y amable con una fuerte dedicación a su misión de sanar los corazones afligidos de las personas. Asimismo, muestra una gran disposición a ayudar a los demás, actuando numerosas veces como mediador entre sus compañeros. Padece de amnesia, debido a lo cual su pasado es un misterio.
Homura Hoterase (歩照瀬 焔 Hoterase Homura?)
Voz por: Kōsuke Tanabe, Risae Matsuda (joven)
El hada del Clan de las Llamas. De temperamento fuerte, orgulloso y propenso a las peleas, Homura es el típico delincuente juvenil, sin embargo, es dueño de un buen corazón. Posee cierta rivalidad con Urū, en parte debido a que sus clanes siempre se han llevado mal.
Urū Seiren (清怜 うるう Seiren Urū?)
Voz por: Yutaka Balletta, Natsumi Fujiwara (joven)
El hada del Clan del Agua. De apariencia andrógina y elegante, Urū es el más serio del grupo, con un gran sentido de la justicia y dedicación a su trabajo. Desea hacer siempre lo correcto, aunque puede llegar a ser impulsivo, orgulloso y obstinado. Su relación con Homura es una hostil, sin embargo, esta mejora en el transcurso de la historia y posteriormente se revela que Urū comienza a sentir atracción por este.
Juka Mutsuoka (陸岡 樹果 Matsuoka Juka?)
Voz por: Taichi Kusano, Sarah Emi Bridcutt (joven)
El hada del Clan de la Vegetación. El más joven del grupo, Juka posee una apariencia infantil y adorable, sin embargo, no le gusta ser considerado como tal, prefiriendo en su lugar ser visto como alguien cool. Su principal poder es la sanación.
Takara Utashiro (雅楽代 寶 Utashiro Takara?)
Voz por: Akihiro Hori, Nanako Mori (joven)
El hada del Clan del Oro. Amante del dinero y las mujeres, Takara trabaja como barman en el Bar F y al ser el mayor, es quien se ocupa de los demás. Prepara curry todos los días, para gran pesar de los demás.

### Secundarios
Sirius Tenrōin (天狼院 シリウス Tenrōin Shiriusu?)
Voz por: Tetsuei Sumiya
Un misterioso joven cuyo principal objetivo es destruir el mundo de las hadas y de los humanos por igual. Alberga un fuerte odio hacia la reina y desea verla muerta, además de tener cierta relación con el oscuro pasado de Ranmaru. Más adelante, se revela que es un hada caído en desgracia. También se hace conocer bajo el nuevo nombre de Chilka.
Hōjō Omamori (御守 豊穣 Omamori Hōjō?)
Voz por: Junpei Morita
Es el leal asistente de la reina, un hada proveniente del Clan de la Tierra. Generalmente asume la apariencia de un humano.
Pocryon (ポクリオン Pokurion?)
Voz por: Shiori Mikami
Es la reina del mundo de las hadas. Otorga al grupo la misión de recaudar afectos y así poder reconstruir el reino. Sin embargo, sus verdaderas intenciones permanecen ocultas.
Bakkun (バックン?)
Voz por: Kazutomi Yamamoto
Una misteriosa criatura que acompaña al grupo a la Tierra y usualmente se le ve en compañía de estos.

## Media

### Anime
La serie de anime fue anunciada el 8 de enero de 2021 vía Twitter. Producida por el estudio de animación Studio Comet, contó con la dirección de Masakazu Hishida y Kōsuke Kobayashi, y con guion escrito por Jō Aoba. El diseño de los personajes estuvo a cargo de Shōko Nagasawa, Andgy y Tomoko Miyagawa, mientras que la música fue compuesta por Yamazo.
Fairy Ranmaru fue emitida en Japón desde el 8 de abril hasta el 24 de junio de 2021 por las televisivas AT-X, Tokyo MX y Nippon TV. También fue transmitida simultáneamente por Crunchyroll. El tema de apertura es Ayashiku Get Your Heart, interpretado por el elenco de voz principal (Shōgo Sakata, Kōsuke Tanabe, Yutaka Balletta, Taichi Kusano y Akihiro Hori) bajo el nombre de 5 to Heaven. El tema de cierre es Yōsei Aika, también interpretado por 5 to Heaven.

#### Lista de episodios
| #  | Título                       | Estreno             |
| -- | ---------------------------- | ------------------- |
| 1  | «Romance» «Ren'ai» (恋愛)    | 8 de abril de 2021  |
| 2  | «Ira» «Fundo» (憤怒)         | 15 de abril de 2021 |
| 3  | «Envidia» «Shitto» (嫉妬)    | 22 de abril de 2021 |
| 4  | «Corrupción» «Daraku» (堕落) | 29 de abril de 2021 |
| 5  | «Lujuria» «Shikiyoku» (色欲) | 6 de mayo de 2021   |
| 6  | «Liberación» «Kaihō» (解放)  | 13 de mayo de 2021  |
| 7  | «Orgullo» «Gōman» (傲慢)     | 20 de mayo de 2021  |
| 8  | «Violencia» «Bōryoku» (暴力) | 27 de mayo de 2021  |
| 9  | «Apatía» «Reitan» (冷淡)     | 3 de junio de 2021  |
| 10 | «Placer» «Kairaku» (快楽)    | 10 de junio de 2021 |
| 11 | «Odio» «Zōo» (憎悪)          | 17 de junio de 2021 |
| 12 | «Amor» «Ai» (愛)             | 24 de junio de 2021 |